# Füles vöcsök

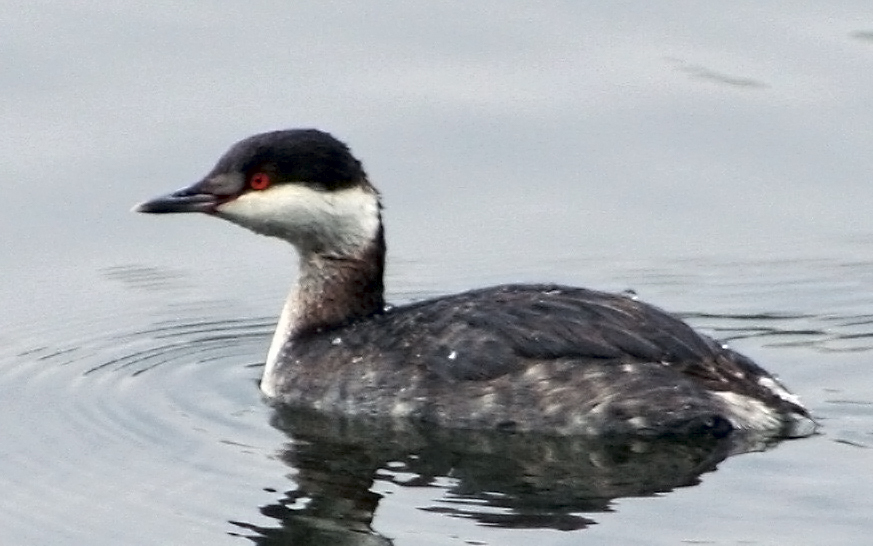
Téli tollruhában

A füles vöcsök (Podiceps auritus) a vöcsökalakúak (Podicipediformes) rendjébe, ezen belül a vöcsökfélék (Podicipedidae) családjába tartozó faj.

## Előfordulása
Európában, Ázsiában és Észak-Amerikában honos. A mérsékelt égövi tavaknál él.

## Alfajai
- Podiceps auritus auritus – Észak-Eurázsia és Kína
- Podiceps auritus cornutus – Kelet-Szibéria és Észak-Amerika

## Megjelenése
A fajra a 31–38 centiméteres átlagos testhossz és 59–65 centiméteres szárnyfesztávolság jellemző; tömege 360–450 gramm. Fejét övező fekete gallért visel, mely a feje tetején két tollszarvacskában végződik. Élénkpiros szeme mögött aranyvörös kantársáv van sárga szegéllyel. Nyaka mellső fele, begye és oldalai élénk barnásvörösek, alsó fele fehér. A csőr fényes fekete, őszibarackvirágszínnel keverve, lába halvány sárga.

## Életmódja
Víz alá bukva, sebes úszással szerzi vízirovarokból, rákokból, csigákból, halakból álló táplálékát. Rövidtávú vonuló.

## Szaporodás
Kisebb-nagyobb tavakon építi úszó fészket. 3-5 tojást tojik, melyen 22-25 napig kotlik. A fiókák fél-fészekhagyók.
|  |

## Kárpát-medencei előfordulása
Március-április és szeptember-október hónapokban tartózkodik Magyarországon, alkalmilag áttelelő példányok is előfordulnak.

## Védettsége
Magyarországon védett, természetvédelmi értéke 10 000 forint.